# Rehabilitacja prawna
Rehabilitacja prawna (łac. re – na nowo, z powrotem, habilis – zdatny, sprawny) – przywrócenie praw, które zostały utracone na mocy wyroku sądowego. Rehabilitacją może być także uniewinnienie uprzednio skazanej osoby z powodów ujawnienia nieprawidłowości w procesie.
Rehabilitacja to również:
- przywrócenie komuś dobrej opinii
- oczyszczenie z niesłusznych zarzutów.